# ۱۵۹۲ (میلادی)
۱۵۹۲ (میلادی) هزار و پانصد و نود و دومین سال تقویم میلادی است.

## زادگان
- ۲۲ آوریل – ویلهلم شیکارد، ریاضی‌دان آلمانی
- ۱ اوت – فرانسوا لو متل دو بواس‌روبر، شاعر فرانسوی
- ۲۲ ژانویه – پیر گاسندی، ستاره‌شناس، ریاضی‌دان، و فیلسوف فرانسوی